# Lepus americanus
Заєць американський (лат. Lepus americanus) — вид ссавців ряду Зайцеподібні. Він має назву «снігоступ» через великі розміри його задніх ступнів.

## Проживання
Канада (Альберта, Британська Колумбія, Лабрадор, Манітоба, Нью-Брансвік, Північно-Західні території, Нова Шотландія, Онтаріо, Острови принца Едвардса, Квебек, Саскачеван, Юкон), США (Аляска, Каліфорнія, Колорадо, Коннектикут, Айдахо, Мен, Массачусетс, Мічиган, Міннесота, Монтана, Невада, Нью-Гемпшир, Нью-Мексико, Нью-Йорк, Північна Кароліна, Північна Дакота, Орегон, Пенсільванія, Род-Айленд, Південна Дакота, Теннессі, Юта, Вермонт, Вірджинія, Вашингтон, Західна Вірджинія, Вісконсин, Вайомінг). Мешкає в тундрових і змішаних листяних лісах Північної Америки. Вимагає досить густої рослинності, яку він використовує як прикриття. Цей вид вимагає сніжного покриву, тому що його хутро взимку біле.

## Поведінка
Дієта складається головним чином з трави, різнотрав'я, осоки і папороті. Як відомо, їдять мертвих гризунів, таких як миші через низьку доступність білка в раціоні травоїдних. Іноді його можна побачити під час харчування в невеликих групах. Ця тварина в основному активна вночі і не впадає в сплячку. Проводить більшу частину дня в неглибоких заглибинах. Сезон розмноження з березня по вересень. Період вагітності становить від 35 до 40 днів. Народжується від 3 до 5 зайчат. Новонароджені важать від 50 до 96 г. Годування молоком триває від 25 до 28 днів. Він може стрибати до 3 метрів в довжину і розвивати швидкість до 45 км/год. Хижаки: Lynx canadensis, Lynx rufus, Martes pennanti, Martes americana, Mustela frenata, Mustela vison, види Vulpes і Urocyon, Canis latrans, Canis familiaris, Felis catus, Canis lupus, Puma concolor, Bubo virginianus, Strix varia, Strix occidentalis, Buteo jamaicensis, Accipiter gentilis, види Buteonidae, Aquila chryseatos.

## Морфологічні ознаки
Загальна довжина 36 — 52 см, вага близько 1,5 кг, довжина хвоста становить від 3 до 5 см. Має хутро на підошві для захисту від низьких температур. Для камуфляжу, його хутро стає білим взимку і іржаво-коричневого кольору протягом літа. Увесь рік у нього чорні пучки хутра по краях вух. Його вуха коротші, ніж у більшості інших зайців.